# Missenyi
Missenyi es un valiato de Tanzania perteneciente a la región de Kagera.
En 2012, el valiato tenía una población de 202 632 habitantes.
El valiato se ubica en el norte de la región y es fronterizo con Uganda. Por el noreste cuenta con una pequeña salida al lago Victoria.

## Subdivisiones
El valiato se divide en veinte katas:
- Bugandika
- Bugorora
- Buyango
- Bwanjai
- Gera
- Ishozi
- Ishunju
- Kakunyu
- Kanyigo
- Kashenye
- Kassambya
- Kilimilile
- Kitobo
- Kyaka
- Mabale
- Minziro
- Mushasha
- Mutukula
- Nsunga
- Ruzinga